# 三軒家東
三軒家東（さんげんやひがし）は、大阪府大阪市大正区にある町名。現行行政地名は三軒家東一丁目から三軒家東六丁目。

## 地理
大正区の北部に位置し、西に泉尾 、南に千島、北西に三軒家西、北に西区、東に浪速区と接している。

### 河川
- 木津川
- 三軒家川

## 経済

### 産業
店・企業
- 大正郵便局

かつて存在した企業
- 大阪紡績[5]（現東洋紡）※近代紡績工業発祥の地の碑が三軒家公園にある
- 関西みらい銀行 大正支店

### 事業所
2016年（平成28年）現在の経済センサス調査による事業所数と従業員数は以下の通りである。
| 丁目           | 事業所数  | 従業員数 |
| -------------- | --------- | -------- |
| 三軒家東一丁目 | 195事業所 | 1,209人  |
| 三軒家東二丁目 | 60事業所  | 801人    |
| 三軒家東三丁目 | 70事業所  | 1,098人  |
| 三軒家東四丁目 | 87事業所  | 639人    |
| 三軒家東五丁目 | 78事業所  | 789人    |
| 三軒家東六丁目 | 35事業所  | 120人    |
| 計             | 525事業所 | 4,656人  |

## 世帯数と人口
2019年（平成31年）3月31日現在の世帯数と人口は以下の通りである。
| 丁目           | 世帯数    | 人口    |
| -------------- | --------- | ------- |
| 三軒家東一丁目 | 1,921世帯 | 3,365人 |
| 三軒家東二丁目 | 1,099世帯 | 2,227人 |
| 三軒家東三丁目 | 54世帯    | 73人    |
| 三軒家東四丁目 | 643世帯   | 1,308人 |
| 三軒家東五丁目 | 695世帯   | 1,425人 |
| 三軒家東六丁目 | 605世帯   | 1,116人 |
| 計             | 5,017世帯 | 9,514人 |

### 人口の変遷
国勢調査による人口の推移。
| 1995年（平成7年）  | 8,273人 | [ 7 ]  |  |
| 2000年（平成12年） | 8,275人 | [ 8 ]  |  |
| 2005年（平成17年） | 9,309人 | [ 9 ]  |  |
| 2010年（平成22年） | 8,965人 | [ 10 ] |  |
| 2015年（平成27年） | 8,859人 | [ 11 ] |  |

### 世帯数の変遷
国勢調査による世帯数の推移。
| 1995年（平成7年）  | 3,608世帯 | [ 7 ]  |  |
| 2000年（平成12年） | 3,832世帯 | [ 8 ]  |  |
| 2005年（平成17年） | 4,257世帯 | [ 9 ]  |  |
| 2010年（平成22年） | 4,135世帯 | [ 10 ] |  |
| 2015年（平成27年） | 4,129世帯 | [ 11 ] |  |

## 学区
市立小・中学校に通う場合、学区は以下の通りとなる。なお、小学校・中学校入学時に学校選択制度を導入しており、通学区域以外に大正区の小学校・中学校から選択することも可能。
| 丁目           | 番                                             | 小学校                 | 中学校               |
| -------------- | ---------------------------------------------- | ---------------------- | -------------------- |
| 三軒家東一丁目 | 1～7番 8番1〜2号・17～28号 9番1〜2号・13～20号 | 大阪市立三軒家西小学校 | 大阪市立大正東中学校 |
| 三軒家東一丁目 | 8番3～16号 9番3～12号 10～21番                 | 大阪市立三軒家東小学校 | 大阪市立大正東中学校 |
| 三軒家東二丁目 | 全域                                           | 大阪市立三軒家東小学校 | 大阪市立大正東中学校 |
| 三軒家東三丁目 | 1～10番 11番24～75号                           | 大阪市立三軒家東小学校 | 大阪市立大正東中学校 |
| 三軒家東三丁目 | 11番1～23号                                    | 大阪市立泉尾東小学校   | 大阪市立大正北中学校 |
| 三軒家東四丁目 | 全域                                           | 大阪市立三軒家東小学校 | 大阪市立大正東中学校 |
| 三軒家東五丁目 | 全域                                           | 大阪市立三軒家東小学校 | 大阪市立大正東中学校 |
| 三軒家東六丁目 | 1～3番 12〜13番                                | 大阪市立三軒家東小学校 | 大阪市立大正東中学校 |
| 三軒家東六丁目 | 4～11番 14～20番                               | 大阪市立泉尾東小学校   | 大阪市立大正北中学校 |

## 交通

### 鉄道
- 大正駅
  - 西日本旅客鉄道大阪環状線
  - 大阪市高速電気軌道Osaka Metro長堀鶴見緑地線

### 道路
- 阪神高速17号西大阪線
  - 大正東出入口
- 国道43号
- 大阪府道173号大阪八尾線（大正通）
- 大浪通

## 施設
- 大阪市立大正東中学校
- 大阪市立三軒家東小学校
- 大正警察署 大浪橋交番
- 近畿地方整備局 大阪国道事務所 西大阪維持出張所
- 大正病院
- 三軒家公園（近代紡績工業発祥の地）
- 八阪神社
- 八坂神社

## その他

### 日本郵便
- 〒551-0002[3]（集配局：大正郵便局[14]）